# Pirano di Cornovaglia
Pirano di Cornovaglia, San Pirano o Pyrano (lat. Piranus) (Cornovaglia, ... – Perranzabuloe, 480), è stato un santo eremita inglese. Fu un abate della Cornovaglia di origini irlandesi e un santo. È santo patrono dei minatori ed è generalmente considerato come il patrono della Cornovaglia, sebbene san Michele e san Petroc abbiano qualche "diritto" a questo titolo. Il culto di San Michele era dovuto in larga misura ai Conti di Cornwall, mentre quello di san Petroc era il più importante nella diocesi di Cornovaglia poiché egli fu il fondatore del monastero di Bodmin, il più importante della diocesi, con St Germans sede dei vescovi. Egli fu patrono della diocesi e di Bodmin. Secondo un articolo dell'edizione 1859 dell'Ulster Journal of Archaeology:
("The Irish Monasteries in Germany." Ulster Journal of Archaeology. First Series, Vol. 7 (1859), p. 231.)
Tradizionalmente, San Pirano è stato identificato con il santo irlandese Ciarán di Saighir.
La bandiera di San Pirano, una croce bianca su sfondo nero, tradizionalmente emblema dei minatori di stagno della Cornovaglia, è la Bandiera nazionale della Cornovaglia. San Pirano viene celebrato il 5 marzo.

## Le presunte origini irlandesi
Pirano è il più famoso di tutti i santi di cui si dice che fossero venuti in Cornovaglia dall'Irlanda. Almeno dal XIII secolo, da quando le lingue brittoniche e quelle  goideliche alternano regolarmente i suoni della p e della k (vedi la classificazione delle lingue celtiche), divenne identificato come il santo irlandese san Ciarán di Saighir, che fondò il monastero di Seir-Kieran nella contea di Offaly.
Lo studioso Charles Plummer ha suggerito che Ciarán di Clonmacnoise fosse il santo patrono di Cornovaglia San Pirano, contestando la teoria più ampiamente accettata che si trattasse di san Ciarán di Saighir. La differenza nella pronuncia sta, per motivi dialettali o linguistici, tra due lingue celtiche insulari. Il britonico fu categorizzato come P-Celtico, poiché sola sostituiva il suono della c dura o k nelle lingue goideliche con la più "soffice" p. D'altra parte il goidelico era visto dagli studiosi come Q-Celtico, poiché una delle prime iscrizioni in alfabeto ogamico utilizzò una Q rappresentata da Queirt, che era simbolizzata dal melo domestico per pronunciare foneticamente il suono k, benché più tardi Q fosse stato rimpiazzato dalla lettera C nell'antico alfabeto irlandese.(EN) 
La trecentesca Vita di San Pirano, probabilmente scritta presso la Cattedrale di Exeter, è una copia integrale di una precedente Vita di San Ciarán di Saighir in medio irlandese con differente ascendenza e una differente conclusione che tiene conto delle opere di Pirano in Cornovaglia e specialmente i dettagli sulla sua morte e i movimenti della sua bara della Cornovaglia; "omettendo il passo che parla della sua sepoltura a Saighir" (Doble). Comunque non vi sono sue teche in Irlanda.
Il 5 marzo è tradizionalmente il giorno in cui si celebrano sia san Ciarán di Saighir che san Pirano.
Comunque il calendario della chiesa di Launceston riporta la data alternativa del 18 novembre per quest'ultimo. La festa di Pirano presso la parrocchia di Perranzabuloe è tradizionalmente celebrata l'ultimo lunedì di ottobre. Il sabato precedente si celebrano servizi religiosi nell'Oratorio di San Pirano e nella chiesa parrocchiale dedicata al santo.

### Punti di vista di moderni studiosi
- Charles Plummer suggerisce che San Pirano potrebbe invece essere identificato con san Ciarán di Clonmacnoise, che fondò il Monastero di Clonmacnoise, anch'esso nella Contea di Offaly, ma ciò è dubbio poiché si ritiene che questo santo sia morto di febbre gialla all'età di trentadue anni e fu sepolto a Clonmacnoise.
- Joseph Loth, per di più ha sostenuto, su basi rigorosamente filologiche, che i due nomi non possono indicare la stessa persona.
- Gilbert Hunter Doble pensa che San Pirano fosse un gallese di Glamorgan, citando la cappella (andata perduta) una volta a lui dedicata in Cardiff.
- David Nash Ford accetta l'identificazione di Ciarán di Clonmacnoise, suggerendo inoltre che il padre di Pirano nella vita di Exeter, Domuel, sia identificato con Dywel ab Erbin, un principe di Dumnonia (Devon e Cornovaglia) del V secolo.
- Il "trust di San Piran" ha intrapreso delle ricerche le quali[20] suggeriscono che San Pirano fosse o San Ciarán di Saighir o un suo discepolo, come indicato dal Dr. James Brennan di Kilkenny e dal Dr T. F. G. Dexter, la cui tesi è contenuta nel Museo Reale di Cornwall.
- Il professor Nicholas Orme scrive nel suo Churches of Medieval Exeter, che "può ben essere che Pirano fosse l'ispiratore della dedica kerriana in Exeter, sebbene creda che Pirano fosse (come effettivamente era) lo stesso Ciarán."[21] Quindi, il santo nella chiesa di Exeter era Keranus o Kyeranus [Queranus] nei documenyi latini, essendo Kerrian la pronuncia vernacolare locale.[21][22]

## Leggende

La bandiera di San Pirano consiste in una croce bianca in campo nero

- Gli Irlandesi lo legarono a una pietra miliare e lo fecero rotolare sul bordo di una scogliera in un mare tempestoso, che improvvisamente divenne calmo e il santo galleggiò sicuro sulle acque fino a terra sulla spiaggia sabbiosa di Perranzabuloe in Cornovaglia. Si dice che i suoi primi discepoli fossero stati un tasso, una volpe e un orso[23].
- Egli sbarcò in Cornovavaglia e ivi si stabilì come eremita. La sua santità e la sua austerità gli procurarono la venerazione della popolazione intorno e il dono dei miracoli, dal quale egli era favorito, indusse molti a cercarne il caritatevole aiuto.[13]
- Egli fu raggiunto a Perranzabuloe da molti di coloro che aveva convertito al cristianesimo e insieme fondarono l'Abbazia di Lampiran, con Pirano abate.
- San Pirano "riscoprì" la fusione dello stagno (lo stagno veniva fuso in Cornovaglia da prima della venuta dei Romani, ma la conoscenza del metodo era andata perduta) quando dal suo nero focolare, che era evidentemente una lastra di minerale di stagno, uscì lo stagno ed emerse alla sommità nella forma di una croce bianca (da cui l'immagine della bandiera).[23]

## Decesso e venerazione

Armoriale della famiglia di San Pirano

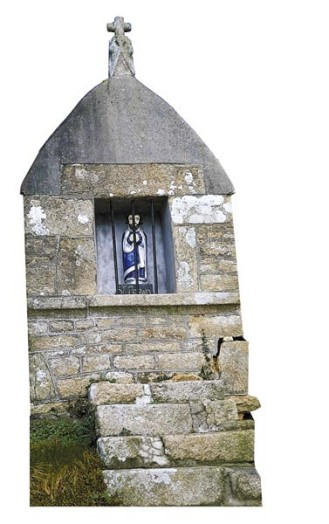
Edicola di San Pirano a Trézilidé, Finistère

Si dice che alla sua morte i resti del beato Martino abate, che egli aveva portato dall'Irlanda, furono inumati con lui a Perranzabuloe.
Le sue spoglie furono successivamente riesumate e ridistribuite per essere venerate come reliquie. Si riteneva che la cattedrale di Exeter possedesse una delle sue braccia, mentre secondo un inventario, l'antica chiesa di San Pirano a Perranzabuloe avesse un reliquiario che conteneva la sua testa e anche un carro funebre nel quale il suo corpo veniva posto per portarlo in processione. Nel 1443 il nobiluomo della Cornovaglia, Sir John Arundell (1366–1435), lasciò in legato del denaro per la conservazione del capo di San Pirano in cappella a Perranzabuloe.
Le chiese di Perranuthnoe e Perranarworthal furono dedicate a Pirano e i pozzi sacri a Perranwell e a Probus, Cornovaglia, devono a lui il loro nome. In Bretagna St. Peran, Loperan e Saint-Perran sono anch'esse chiamate con il suo nome. La ex cappella metodista a Laity Moor funse come chiesa ortodossa dell'Arcangelo Michele e di san Pirano fin dal 1996.
Il primo collegamento documentato con il disegno della bandiera di San Pirano si trova sull'arme della famiglia de Saint-Péran o Saint-Pezran, proveniente dalla Cornovaglia francese, in Bretagna. 

Croce patente

La più antica evidenza conosciuta risale al XV secolo, con gli stemmi De sable à la croix pattée d'argent. (Uno scudo nero con una croce patente bianca).
Monte Stan Pirano è una montagna nel Parco nazionale Banff vicino al Lago Louise, nell'Alberta (Canada), che ha avuto il nome del santo. Al "granchio di San Pirano" (Clibanarius erythropus), fu dato il nome volgare in suo onore nel 2016.

### Giorno di San Pirano

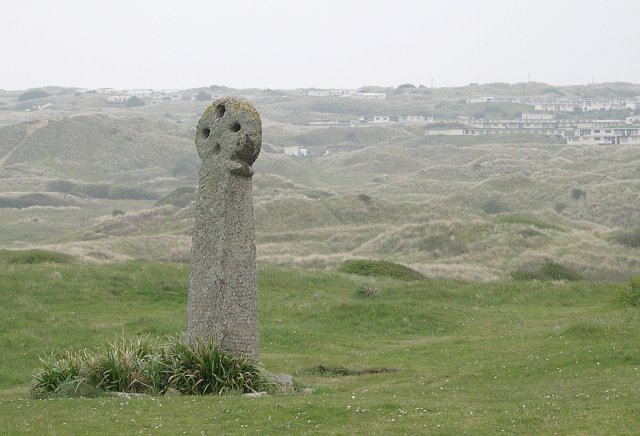
Croce di San Pirano nelle dune a Perranzabuloe

Il giorno di San Pirano è popolare in Cornovaglia e il termine Perrantide è stato coniato per indicare la settimana che precede questo giorno. Molti eventi della Cornovaglia hanno luogo nel ducato e anche in zone nelle quali vi è una vasta comunità discendente da emigranti provenienti dalla Cornovaglia. Il villaggio di Perranporth di (Porthpyran in Cornico) ospita il festival annuale pan-celtico, il Lowender Peran, che è anch'esso così chiamato in suo onore.
L'evento maggiore del giorno di San Pirano è la marcia attraverso le dune sabbiose di Penhale fino alla croce di San Pirano cui partecipano centinaia di persone, generalmente vestite di nero, bianco e oro, che portano la bandiera di San Pirano. Una rappresentazione della Vita di San Pirano, in Cornovaglia, è stata istituita fin dal 2000 nel corso dell'evento.
Narcisi gialli vengono anche portati e deposti davanti alla croce. I narcisi gialli fanno parte delle celebrazioni a Truro, molto probabilmente a causa del loro colore "dorato". Nero, bianco e giallo oro sono colori associati alla Cornovaglia a causa della Bandiera di San Pirano (bianca e nera) e allo stemma del Ducato di Cornovaglia (monete auree su sfondo nero).
Nel 2006 il parlamentare della Cornovaglia Dan Rogerson chiese al governo di rendere il 5 marzo festività pubblica in Cornovaglia in riconoscimento delle celebrazioni per il giorno di San Pirano. Nel 2010 fu girato un cortometraggio su San Pirano, premiato al Festival cinematografico di Heartland.